# Байїнь
Байїнь (кит. спр. 白银市, піньїнь: Báiyín Shì) — місто-округ в китайській провінції Ганьсу. 

## Географія
Байїнь розташовується у східній частині провінції на захід від пасма Алашань в Алашанській Гобі.

### Клімат
Місто знаходиться у зоні, котра характеризується кліматом помірних степів. Найтепліший місяць — липень із середньою температурою 20.5 °C (68.9 °F). Найхолодніший місяць — січень, із середньою температурою -6.7 °С (19.9 °F).
| Клімат Байїня           | Клімат Байїня | Клімат Байїня | Клімат Байїня | Клімат Байїня | Клімат Байїня | Клімат Байїня | Клімат Байїня | Клімат Байїня | Клімат Байїня | Клімат Байїня | Клімат Байїня | Клімат Байїня | Клімат Байїня |
| Показник                | Січ.          | Лют.          | Бер.          | Квіт.         | Трав.         | Черв.         | Лип.          | Серп.         | Вер.          | Жовт.         | Лист.         | Груд.         | Рік           |
| Середня температура, °C | −6,7          | −3,6          | 3             | 9,7           | 14,8          | 18,2          | 20,5          | 19,5          | 14,3          | 8,5           | 1,1           | −5,1          | 7,9           |
| Норма опадів, мм        | 1.1           | 1.6           | 4.9           | 12.3          | 24.7          | 30.2          | 49.1          | 62.9          | 35.8          | 15.9          | 2.3           | 0.6           | 241.4         |
| Днів з опадами          | 2,3           | 3,1           | 5,2           | 6,9           | 8,1           | 9,6           | 12,8          | 11,6          | 12,1          | 7,6           | 3,8           | 1,3           | 84,4          |
| Вологість повітря, %    | 50.1          | 46.9          | 46.5          | 45.4          | 49            | 53.4          | 59.7          | 62.3          | 66.2          | 64            | 59.1          | 56.3          | 54.9          |
| ----------------------- | ------------- | ------------- | ------------- | ------------- | ------------- | ------------- | ------------- | ------------- | ------------- | ------------- | ------------- | ------------- | ------------- |
| Джерело: Weatherbase    |               |               |               |               |               |               |               |               |               |               |               |               |               |

## Адміністративний поділ
Міський округ поділяється на 2 райони і 3 повіти:
| Карта                                                       | Карта     | Карта    | Карта            |
| ----------------------------------------------------------- | --------- | -------- | ---------------- |
| Цзінтай ① Цзін'юань ② Цзін'юань Хуейнін ① Байїнь ② Пінчуань |           |          |                  |
| Статус                                                      | Назва     | Оригінал | Населення (2020) |
| Район                                                       | Байїнь    | 白银区   | 337 645          |
| Район                                                       | Пінчуань  | 平川区   | 200 869          |
| Повіт                                                       | Хуейнін   | 会宁县   | 401 581          |
| Повіт                                                       | Цзінтай   | 景泰县   | 198 965          |
| Повіт                                                       | Цзін'юань | 靖远县   | 373 050          |